# Méta-Harmonie II
Die Méta-Harmonie II ist eine mobile Alteisenskulptur von Jean Tinguely. Sie entstand 1979 nach dem Erfolg der 1978 in Basel ausgestellten Méta-Harmonie I, welche an das Museum Moderner Kunst in Wien verkauft worden war. Tinguely benötigte für eine große Ausstellung in Frankfurt daher eine neue Fassung.
Sie hat eine Größe von 380 × 690 × 160 cm und ist damit etwas größer im Bau als ihre Vorgängerin. Sie verfügt jedoch über die gleichen fahrbaren Rahmengestelle, die zur Aufhängung und Befestigung der Räder, Achsen, Gestänge, Instrumente und Objekte dienen und dem Werk das transparente, reliefartige Gepräge verleihen.

Die Méta-Harmonie II

Tinguely nannte diese Gebilde „Ton-Mischmaschinen“ und wollte, dass der Besucher beim Rundgang um die Maschine herum die einzelnen akustischen Überraschungen schrittweise entdeckt und aufnimmt. Als Tonerzeuger bevorzugte der Künstler Schlaginstrumente. Er nahm hier dieselben vom Zufall geleiteten Hammerschläge auf, wie er sie schon in seinen Reliefs Méta-mécaniques sonores 1955 angewendet hatte. Die Geschwindigkeit der Raddrehungen bestimmt den Rhythmus der Schläge, sie ergeben in der Folge ein immer anderes Klangbild, ähnlich den stets sich wandelnden Formkonstellationen in den polychromen Reliefs der fünfziger Jahre. 
Die Maschine befindet sich im Besitz der Emanuel Hoffmann-Stiftung und stand längere Zeit als Depositum im Treppenhaus des Kunstmuseums Basel. Im Jahre 2000 war sie anlässlich der Ausstellung „L' esprit de Tinguely“ im Kunstmuseum Wolfsburg ausgestellt. Sie steht heute im Museum Tinguely in Basel. 

## Aufbau und Funktionsweise der Skulptur
Tinguely hat die Maschine in nur fünf Wochen zusammen mit Josef Imhof aufgebaut. Sie sollte im Frankfurter Städel Museum gezeigt werden. Die Maschine besteht aus drei Teilen. Jedes ist mit Rollen versehen. Dadurch ist die riesige kinetische Skulptur einfach zu transportieren. Jedes dieser hochkant stehenden rechteckigen Elemente hat auch seitlich Räder. Da die Türen in Tinguelys Atelier in Neyruz zu niedrig waren, um die Teile senkrecht stehend hinausfahren zu können.
Jedes der drei Maschinenteile hat einen eigenen Motor, der ihn antreibt. An jeden Motor ist zudem ein Variator angeschlossen. Er verändert die Geschwindigkeit. Tinguelys Idee war, dass die Geräusche sich nicht auf die immer gleiche Weise wiederholen, sondern dem Zufall gehorchen sollten.
Transmissionsriemen übertragen die Kraft auf die Primärachsen. Die Bewegung wird von dort mit mehreren Antriebsrädern auf Sekundärachsen übertragen. Spannriemen und Federn dosieren die Kraft so, dass die 48 über die ganze Maschine verteilten Trommelschlegel kräftig und satt auf Tomtoms, Messingbecken, Kuhglocken, Schüsseln oder sonstige Gegenstände schlagen.
Das Werk besteht aus 41 funktionalen Einheiten, die Bewegungsketten bilden.
Alle Méta-Harmonien sind kinetische Werke. Die Bewegung sorgt für Verschleiß. Tinguelys Mitarbeiter hatten deshalb viele Teile so geplant, dass sie sich einfach austauschen lassen. So waren die insgesamt 48 Trommelschlegel mit Gewebeband befestigt. Für die Hebel wurden vorfabrizierte Drehlager aus einer Gewindeschraube und einer größeren aufgesteckten Schraubenmutter benutzt. Um den Verschleiß zwischen den beiden beweglichen Teilen zu minimieren, setzte man Messingbuchsen in den Zwischenraum ein. Sie sind weicher als das umgebende und dienen als «Opfermaterial». Sie müssen aber regelmäßig ausgetauscht werden, um diese Aufgabe erfüllen zu können.